# Сде-Дов
Аэропорт Сде-Дов (ивр. שדה התעופה דב‎ — «лётное поле Дова») — бывший  тель-авивский муниципальный аэропорт, который располагался на берегу Средиземного моря. Аэропорт обслуживал главным образом внутренние рейсы в Эйлат. 
Аэропорт Сде-Дов (дословно: «Поле Дова») назван так в честь Дова Хоза, одного из пионеров еврейской авиации.

## Авиабаза ВВС
Аэродром Сде-Дов являлся одновременно авиабазой израильских ВВС — «15-е крыло».
На нем базировались две эскадрильи лёгкой транспортной авиации (100-я и 135-я).
До 2003 года служил базой для 125-й эскадрильи лёгких вертолетов, до 2016 — для противопожарной эскадрильи.

## Закрытие аэродрома
В сентябре 2012 года между минфином, Управлением аэропортов и Земельным управлением был подписан договор о ликвидации аэропорта до 30 июня 2016 года. Часть деятельности аэропорта Сде-Дов предусматривалось перенести в 1-й терминал международного  аэропорта им. Бен-Гуриона. На освободившейся территории планируется построить тысячи единиц жилья, торговые центры, гостиницы. Согласно закону, принятому в марте 2017 года, аэропорту предстояло продолжать функционировать до 2019 года, когда с него будет выведена авиабаза израильских ВВС. Сде-Дов закрылся 1 июля 2019 года, авиабаза израильских ВВС была переведена в Хацор, пассажирские рейсы — в аэропорт им. Бен-Гуриона. Освободившуюся территорию после проведения всех экологических мероприятий передадут под жилую застройку. 
Здания аэропорта были снесены в 2020-м году, за исключением башни командно-диспетчерского пункта аэропорта, которая признана зданием исторического значения и будет сохранена как часть запланированного жилого района.

## Статистика
| Год  | Всего пассажиров | Всего операций |
| ---- | ---------------- | -------------- |
| 2000 | 831,748          | 37,489         |
| 2001 | 879,922          | 38,884         |
| 2002 | 808,774          | 38,624         |
| 2003 | 757,817          | 37,674         |
| 2004 | 666,879          | 35,716         |
| 2005 | 662,951          | 34,687         |
| 2006 | 628,888          | 31,958         |
| 2007 | 703,649          | 36,427         |

## Авиакомпании и направления
- Arkia Israel Airlines: Эйлат, Хайфа, Увда
- Israir: Эйлат, Хайфа, Увда
- Tamar Airways: Рош-Пинна